# Srbijansko-crnogorska ženska rukometna reprezentacija
Srbijansko-crnogorska ženska rukometna reprezentacija je predstavljala državu Srbiju i Crnu Goru u športu rukometu.
Krovna organizacija: 
Nastupala je u razdoblju od 1992. godine do 2006. godine.
Prvi nastup imala je nakon ukidanja sankcija Ujedinjenih naroda u kvalifikacijama za EP 1996.
U razdoblju od 1992. do 2003. igrale su pod imenom SR Jugoslavija, a od 2003. do 2006. pod imenom Srbija i Crnu Gora.
Najveći uspjeh je osvajanje brončane medalje na  SP 2001. .
Zadnji nastup su imale u kvalifikacijama za EP 2006. kada su eliminirali jaku rumunjsku reprezentaciju.

## Nastupi na OI
- 1992.: nisu nastupile
- 1996.:
- 2000.:
- 2004.:

## Nastupi naSP
2001.: 3.mjesto

2003.: 9.mjesto

## Nastupi naEP
1994.: suspendirane zbog sankcija

1996.: nisu se kvalificirale

1998.: nisu se kvalificirale

2000.: 7. mjesto

2002.: 6. mjesto

2004.: 12. mjesto

## Nastupi naMI
Almería 2005.: 2. mjesto